# Jacques Pierre Varin
Pour les articles homonymes, voir Varin.
Jacques Pierre Varin, né le 25 février 1745 à Caen et mort le 23 juin 1823 à Paris, est un général français de la Révolution et de l’Empire.

## États de service
Il entre en service le 27 avril 1764, comme soldat au régiment du Roi-infanterie, il devient caporal le 30 août 1766, sergent le 30 juillet 1767, et il obtient son congé en 1774. Peu après, il entre comme géographe dans les Ponts-et-chaussée de l’ancienne Généralité de Caen, et en 1789, il est nommé adjudant-major dans la Garde nationale de Valognes. En 1791, il devient officier municipal et membre du bureau de conciliation, et en 1792, administrateur du district de Valognes.
Le 14 octobre 1793, il est nommé inspecteur général des côtes de la presqu'île du Cotentin, avec rang de chef de brigade, et le 6 novembre suivant, il est chargé de réunir et d’organiser les troupes disséminées afin d’assurer la défense de la place de Granville. Il est promu général de brigade provisoire le 9 novembre 1793, nomination approuvée le 5 décembre suivant, en même temps que son affectation à l’armée des côtes de Cherbourg. En 1794, le général en chef Hoche l’envoie dans le département de la Sarthe, comme commandant du Mans.
Le 3 juillet 1795, il est mis en congé de réforme, et le 15 novembre suivant, il est remis en activité. Le 1er janvier 1796, il est affecté à l’armée des côtes de l’Océan, puis le 23 juin 1796, il est transféré à l’armée d’Italie. Le 21 septembre 1796, il commande la citadelle de Milan. Du 13 mai 1798 au 9 août 1800, il fait partie du comité de contrôle des finances de l’Hôtel des Invalides à Versailles et Saint-Cyr. Le 14 octobre 1800, il est nommé commandant de la succursale de l’hôtel des Invalides à Louvain, et il est fait chevalier de la Légion d’honneur le 14 juin 1804. Il est admis à la retraite le 8 août 1810.
Il meurt le 24 juin 1823, à Paris.

## Sources
- (en) « Generals Who Served in the French Army during the Period 1789 - 1814: Eberle to Exelmans »
- Thierry Pouliquen, « Les généraux français et étrangers ayant servis [sic] dans la Grande Armée » (consulté le 29 mars 2015)
- « Cote LH/2675/48 », base Léonore, ministère français de la Culture
- Charles Théodore Beauvais et Vincent Parisot, Victoires, conquêtes, revers et guerres civiles des Français, depuis les Gaulois jusqu’en 1792, tome 26, C.L.F Panckoucke, janvier 1822, 414 p. (lire en ligne), p. 224.
- (pl) « Napoléon.org.pl »
- Biographie universelle, ancienne et moderne, supplément, ou Suite de l'histoire, par ordre alphabétique, tome 85, Beck, Paris, 1862, p. 118.